# Inversion sexuelle
L'inversion sexuelle est une théorie sexologique définissant l'homosexualité, principalement utilisée de la fin du XIXe au début du XXe siècle. Elle suppose une inversion innée des caractères genrés ; ainsi un homme inverti serait enclin à se vêtir d'habits traditionnellement féminins, et vice versa.

## Historique
Initialement restreint aux cercles médicaux, le concept d'inversion sexuelle est largement répandu par le roman lesbien de Radclyffe Hall The Well of Loneliness en 1928, écrit en partie pour vulgariser les opinions des sexologues. Publié avec un avant-propos du sexologue Havelock Ellis, il utilise systématiquement le terme « invertie » pour désigner sa protagoniste, qui ressemble fortement à l'une des études de cas de Krafft-Ebing,.

## Théorie
Selon la théorie, les gays et les lesbiennes sont des « invertis » sexuels, des personnes à l'apparence masculine ou féminine, mais qui se sentent intérieurement du sexe considéré comme opposé.
Le désir bisexuel est quant à lui désigné sous le nom d'« hermaphrodisme psychosexuel ». En d'autres termes, les bisexuels seraient psychologiquement des personnes intersexes (alors dénommées hermaphrodites ; leur partie féminine aurait une attirance envers les hommes et leur partie masculine une attirance envers les femmes).